# Pistolet maszynowy Szipka
Szipka (Шипка) – bułgarski pistolet maszynowy produkowany od połowy lat 90 XX w.
Szipka działa na zasadzie odrzutu zamka swobodnego, strzela z zamka otwartego. Dolna część komory zamkowej wykonana jest z polimeru. Górna tłoczona jest z blachy stalowej. Gniazdo magazynka znajduje się przed kabłąkiem spustu. Kolba wygięta ze stalowego pręta składana na lewą stronę broni.